# Légzőrendszer
A légzőrendszer a szervezetnek az a része, amely a gázcseréhez szükséges légcserét (ventilatiót) végrehajtja A teljes oxigénhiány a központi idegrendszeri szürkeállományban 4-5 perc után már visszafordíthatatlan következményeket okoz, más szövetek oxigénhiány-tűrőképessége igen eltérő.

A légzőrendszer vázlatos ábrázolása.

Az anatómiai értelemben vett légzőszervet a felső légutak és a tüdő, valamint a kis vérkör alkotják. Az élettani értelemben vett légzőrendszerhez tartozik ezenkívül a csontos-kötőszövetes mellkas a légzéskivezető izmokkal. Szélesebb értelemben ide kell sorolnunk a központi idegrendszer mindazon struktúráit, amelyek a légzőmozgások keletkezésében, koordinációjában és reflexes szabályozásában részt vesznek, valamint az információkat szolgáltató receptorokat és afferenseket is.
A gázcserében betöltött szerepe mellett a légzés teszi lehetővé a hangadást, az artikulált emberi beszédet is.

## A légutak
Feladatuk:
- merevítés
- pormentesítés
- párásítás
- levegőszűrés
- melegítés

## Azorrés azorrmelléküregek

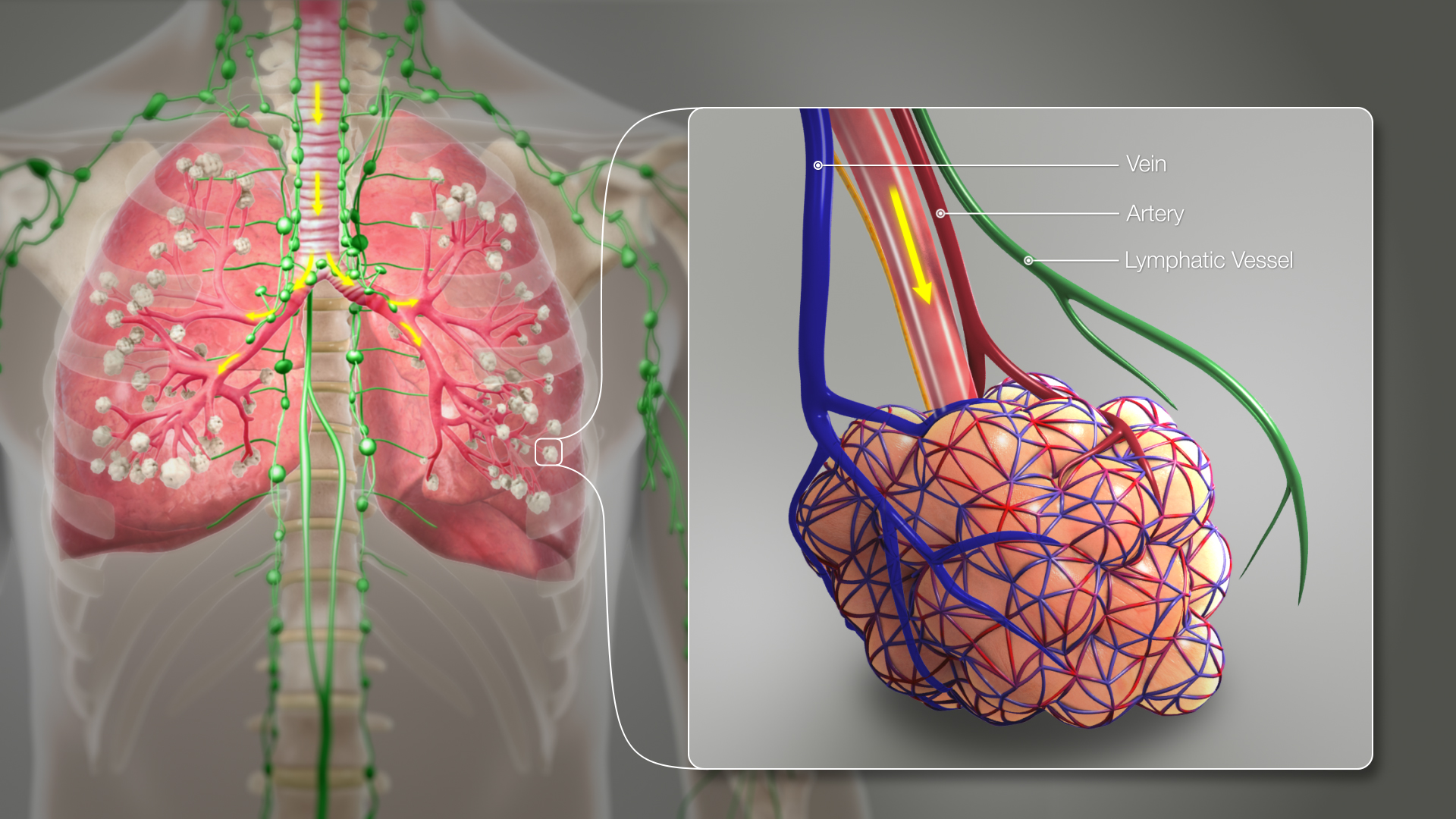
3D ábra, amely bemutatja légutak kapcsolódásait a tüdőhöz, a nyirokérhez és a tüdőhólyagocskákhoz

A tüdő léghólyagok (alveolusok) a légzőszervi hörgők gömbcsúcsai, és a gázcserét végzi a vérkeringési rendszerrel

Orr részei: orrcimpák, orrsövény, 2 orrjárat, 3 pár orrkagyló.
Melléküregei: homloküreg, arcüreg, ékcsonti üreg (ide nyílnak a könnycsatornák).
Az orrüregben található szőrök kiszűrik a nagyobb szennyeződéseket a levegőből. Az orrüreg nyálkahártyáját csillós hengerhám borítja (a csillók kihajtják a porszemcséket), mirigyei feladata a párásítás, a hajszálerek feladata a melegítés.

## Garat
A légutak és a nyelöcső kereszteződik. Szájon át is tudunk lélegezni, de akkor a levegő nem melegszik fel, légúti megbetegedéshez vezethet.

## Légcső
A nyelőcső előtt helyezkedik el. C alakú porcok (15-20) építik fel, melyeket kötőszövet kapcsol össze. A C alakú porcok hátrafelé nyitottak. Ürege állandóan nyitva van.

## Mellüreg
Határai: gerincoszlop, bordák, szegycsont, rekeszizom=diafragma.
Benne található a szív és a tüdő.
Bélése mellhártya, ami egy savós hártya, külső lemeze a fali lemez, belső lemeze a zsigeri lemez, köztük folyadékfilmréteg van. Nem lehet szétfeszíteni, tehát a tüdő követi a mellüreg térfogatváltozását.

## Tüdő
- A rekeszizom felé lapos, hasüreg felé boltozatos, felfelé csúcsos.
- A jobb tüdőfél három, a bal két tüdőlebenyből áll, mert a bal oldalra nyúlik át a szív.
- A légcső kettéágazik a tüdő felé két főhörgőre→ hörgőkre→hörgőcskékre→léghólyagokra (alveulus)
- A léghólyagok szőlőfürtszerűen épülnek fel, itt megy végbe a gázcsere.
- A gázcsere: passzív transzport = diffúzió.[1][2]

## Légzőmozgások
A tüdő passzívan követi a mellkas térfogatváltozásait. Belégzéskor a rekeszizom összehúzódik, mellkas megemelkedik, parciális = részleges nyomás alacsonyabb lesz.
Kilégzéskor az izmok elernyednek, parciális nyomás nő, a levegő kiáramlik.

## Térfogati viszonyok
Normál légzéskor 0,5 l levegőt szívunk be átlagosan, 16/perc.
A kilégzési tartalék 1 l, maradék levegő 1 l, belégzési tartalék 2,5 l.
Egy felnőtt ember vitálkapacitása átlagosan 4 liter.

## Légúti megbetegedések
- megfázás
- mandulagyulladás
- tüdőgyulladás
- allergia[7]
- asztma[7]
- krónikus obstruktív légúti betegség